# Bonaventure Nahimana
Bonaventure Nahimana (Gisebuzi, 3 de junho de 1959) é um ministro do Burundi e nomeado arcebispo católico romano de Gitega.
Boaventura Nahimana frequentou a escola primária em Giheta e mais tarde o seminário dos rapazes em Mugera. A partir de 1979 estudou filosofia e teologia católica no seminário interdiocesano Pierre Claver em Burasira. Nahimana recebeu o Sacramento da Ordem em 10 de agosto de 1986 do Arcebispo de Gitega, Joachim Ruhuna.
Depois de Bonaventure Nahimana ter trabalhado brevemente como prefeito de estudos no seminário para meninos de Mugera em 1986, no mesmo ano tornou-se responsável pela pastoral vocacional na Arquidiocese de Gitega e em 1987 foi também vigário paroquial em Mugera. De 1988 a 1993, Nahimana atuou como professora no Seminário Menor de Mugera. Boaventura Nahimana foi então responsável pela educação católica na Arquidiocese de Gitega, antes de se tornar Reitor do Seminário Menor de Mugera em 1995. Em 1998, Nahimana foi enviado para a Costa do Marfim para estudos posteriores, onde obteve uma licenciatura em educação pelo Institut en Sciences Pédagogiques et Religieuses em Abidjan em 2001. Depois de retornar à sua terra natal, tornou-se diretor espiritual no seminário interdiocesano Pierre Claver em Burasira. Desde 2002 Bonaventure Nahimana foi Regens do Seminário Interdiocesano Pierre Claver em Burasira e Secretário da Comissão de Pastoral Vocacional e Seminários da Conferência Episcopal do Burundi.
Em 17 de janeiro de 2009, o Papa Bento XVI o nomeou como o primeiro bispo da Diocese de Rutana, estabelecido na mesma data. O Arcebispo de Gitega, Simon Ntamwana, o ordenou episcopado em 28 de março do mesmo ano na Catedral de Saint-Joseph em Rutana; Os co-consagradores foram o Bispo de Bururi, Venant Bacinoni, e o Bispo de Ruyigi, Joseph Nduhirubusa. Seu lema Priez pour nous (“Orai por nós!”) vem de 1 Tessalonicenses 5.25 UE. Em 2012, Boaventura Nahimana participou do Sínodo dos Bispos sobre a Nova Evangelização. Desde 6 de dezembro de 2019, Nahimana também é vice-presidente da Conferência Episcopal do Burundi e presidente da Comissão de Pastoral Vocacional e Seminários.
O Papa Francisco o nomeou arcebispo de Gitega em 19 de fevereiro de 2022.